# Peru International 2015
Die Peru International 2015 im Badminton fanden vom 22. bis zum 26. April 2015 in Lima statt.

## Sieger und Platzierte
| Disziplin    | Gold                          | Silber                       | Bronze                         |
| ------------ | ----------------------------- | ---------------------------- | ------------------------------ |
| Herreneinzel | Thomas Rouxel                 | Lucas Corvée                 | Ygor Coelho                    |
| Herreneinzel | Thomas Rouxel                 | Lucas Corvée                 | Alex Tjong                     |
| Dameneinzel  | Rong Schafer                  | Neslihan Yiğit               | Sabrina Jaquet                 |
| Dameneinzel  | Rong Schafer                  | Neslihan Yiğit               | Jamie Subandhi                 |
| Herrendoppel | Adam Cwalina Przemysław Wacha | Lucas Claerbout Lucas Corvée | Baptiste Carême Ronan Labar    |
| Herrendoppel | Adam Cwalina Przemysław Wacha | Lucas Claerbout Lucas Corvée | Job Castillo Lino Muñoz        |
| Damendoppel  | Delphine Lansac Émilie Lefel  | Özge Bayrak Neslihan Yiğit   | Paula Pereira Fabiana Silva    |
| Damendoppel  | Delphine Lansac Émilie Lefel  | Özge Bayrak Neslihan Yiğit   | Lohaynny Vicente Luana Vicente |
| Mixed        | Ronan Labar Émilie Lefel      | Baptiste Carême Anne Tran    | Toby Ng Alexandra Bruce        |
| Mixed        | Ronan Labar Émilie Lefel      | Baptiste Carême Anne Tran    | Phillip Chew Jamie Subandhi    |